# Rudolf van Eecke
Rudolf (of Rudolph) van Eecke (Buitenzorg (Nederlands-Indië), 23 oktober 1886 – Leiden, 24 december 1975) was een Nederlandse bioloog en entomoloog, gespecialiseerd in lepidopterologie. 

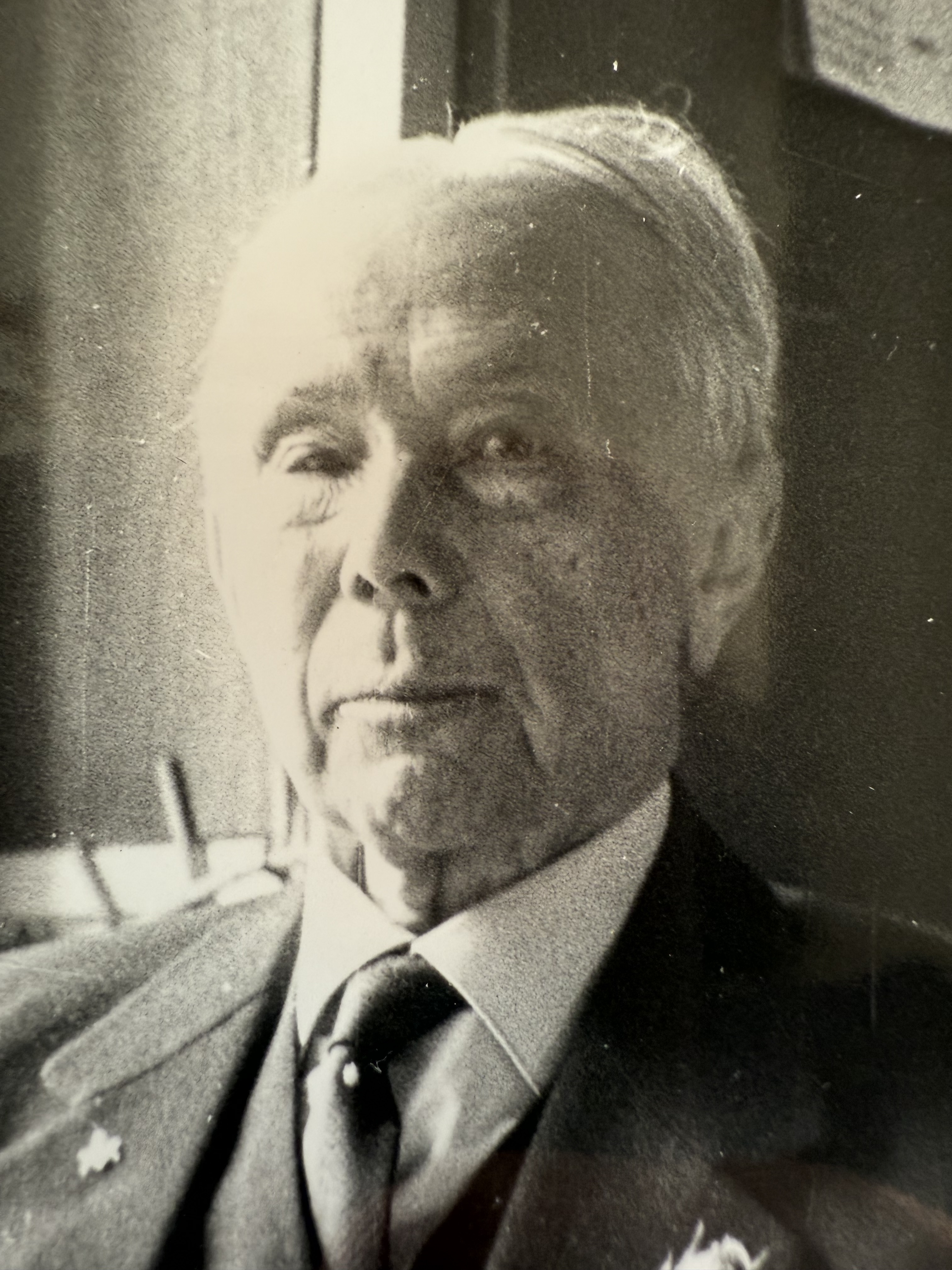

## Leven en werk
Hij kwam als kind van Nederlands-Indië naar Nederland. Na zijn einddiploma in 1907 van het Stedelijk Gymnasium in Leiden studeerde hij biologie aan de Leidse Rijksuniversiteit. In 1912 trouwde hij met Wilhelmina Henriëtte Petré. Na echtscheiding trouwde hij in 1927 met Margaretha Emma Julia Hettyey de Makkos-Hettyey, afkomstig uit een Hongaarse adellijke familie.

Hij werd in 1911 assistent en in 1916 conservator bij het Rijksmuseum van Natuurlijke Historie, een van de voorlopers van Naturalis. Hij hield zich onder meer bezig met typologie van vlinders: zo beschreef hij in 1915 het genus Maculinea voor vier Nederlandse vlindersoorten die tot dat moment in het genus Lycaena ondergebracht waren. Hij schreef niet alleen vele wetenschappelijke artikelen, maar was ook een bekwaam tekenaar die veel vlindersoorten heeft vastgelegd in tekstfiguren en op kleurplaten.  

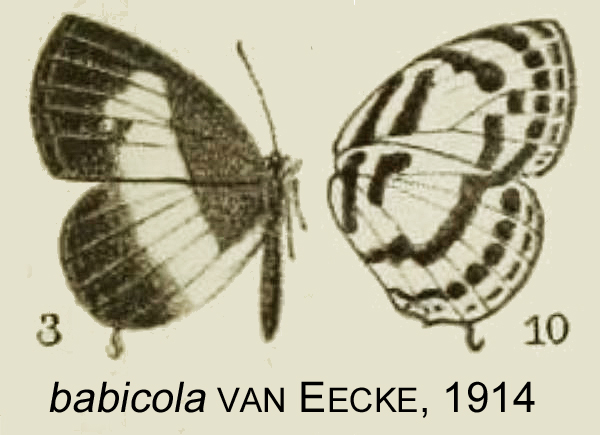
Castalius ethion babicola (van Eecke)

In 1933 moest het museum wegens de economische crisis bezuinigen en werd Van Eecke noodgedwongen ontslagen. Hierna heeft hij zijn vak als entomoloog niet meer kunnen uitoefenen, wat vanwege zijn wetenschappelijke verdiensten zeer werd betreurd. Zijn belangrijke werk over nachtvlinders op Sumatra kon hij door zijn ontslag niet afmaken. Hij begon een geheel nieuwe carrière in het reclamevak, waar hij zijn tekentalent goed kon gebruiken.
In de Tweede Wereldoorlog werd hij veroordeeld voor het vervaardigen van anti-Duitse geschriften. Na een half jaar in het Oranjehotel in Scheveningen (van 5 juli 1941 tot 1 januari 1942) zat hij in verschillende tuchthuizen in Duitsland gevangen. In 1944 werd hij vrijgelaten.